# Plaça de les Glòries Catalanes

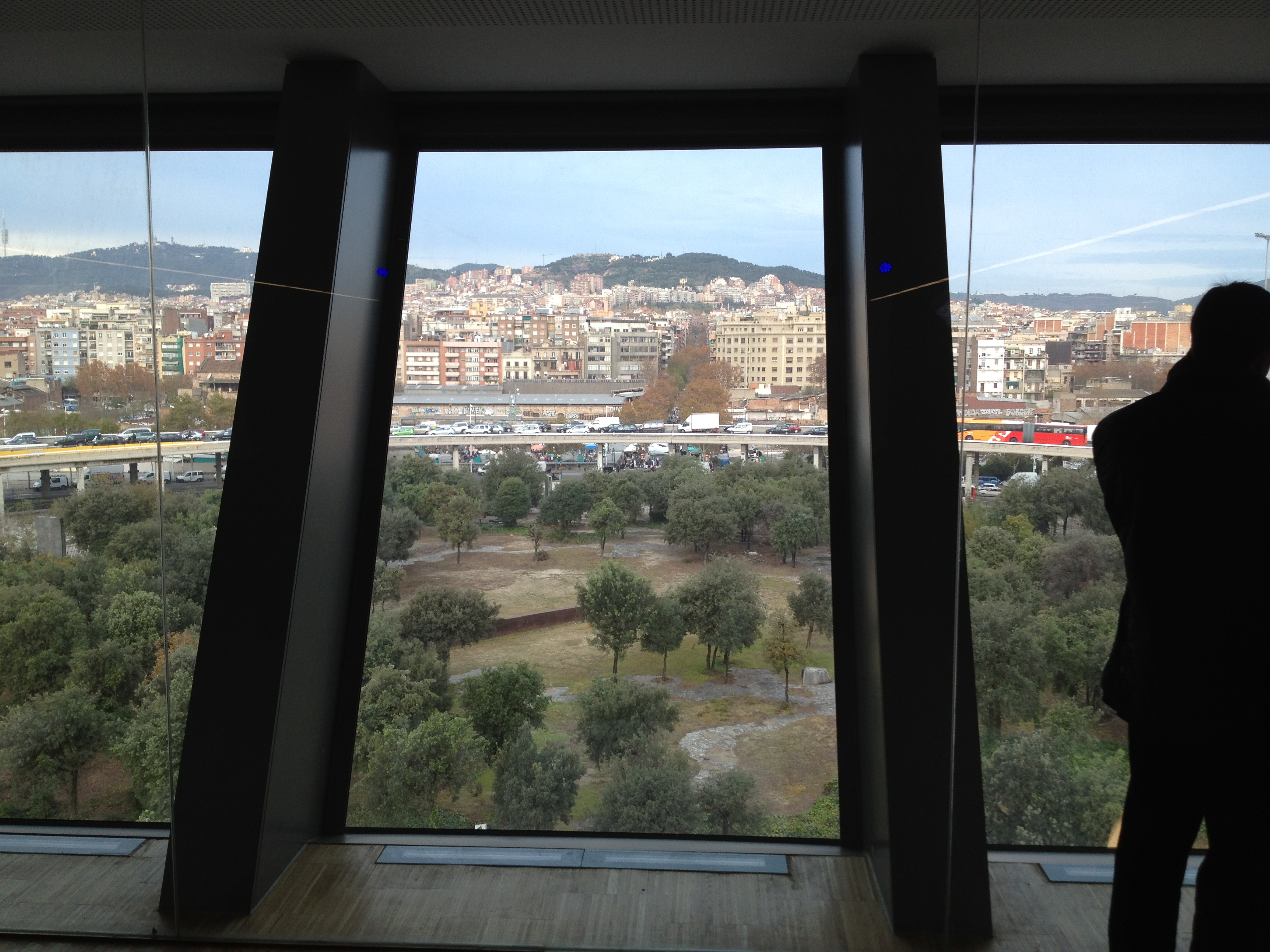
L'avui desaparegut alzinar del centre de la plaça vist des de l'auditori de l'edifici DHUB

La Plaça de les Glòries Catalanes, anomenada sovint de les Glòries (i col·loquialment Glòries) és un espai urbà de Barcelona on conflueixen tres dels eixos més importants de la ciutat: l'Avinguda Diagonal, la Gran Via de les Corts Catalanes i l'Avinguda Meridiana.

## Història
Inicialment, Ildefons Cerdà va concebre la plaça com un dels grans centres del seu pla d'eixample. Víctor Balaguer, encarregat del nomenclàtor de l'Eixample, li va posar inicialment Plaça de les Glòries Catalanes. Durant la dictadura aquest nom va ser modificat com a Plaza de las Glorias Nacionales i posteriorment amb la democràcia es va anomenar Plaça de les Glòries, perdent el seu significat inicial. Uns anys després recuperaria el seu nom inicial.
La penúltima ordenació de la plaça correspon a un projecte que es dugué a terme entre 1990 i 1992, pels arquitectes Andreu Arriola, Gaspar García, Joan Mas i Artur Juanmartí, amb l'assessorament de l'enginyer aeronàutic Adolf Monclús. La reforma significà millorar la xarxa viària, en crear uns viaductes, popularment coneguts com el tambor, i en deixar a l'espai interior un espai per a un parc.
Al parc central de la reforma de 1992 hi havia ubicat un conjunt escultòric format per dotze lloses que cada un evoca un moment destacat de la història de Catalunya: l'art romànic, l'arquitectura gòtica, el Consolat de Mar, el dret català, Pau i Treva, la masia i la terra, la industrialització, l'aportació a la ciència i la tècnica, la Renaixença, el Modernisme, la lluita per la llibertat i el restabliment de l'autogovern.
Al costat nord de la plaça es trobaven els Encants Vells (Mercat Fira de Bellcaire), des de 1928. La presència dels Encants també ha afavorit l'existència d'un mercat il·legal d'intercanvi i venda d'objectes de procedència diversa —fins i tot recollits de les escombraries.

### Remodelació

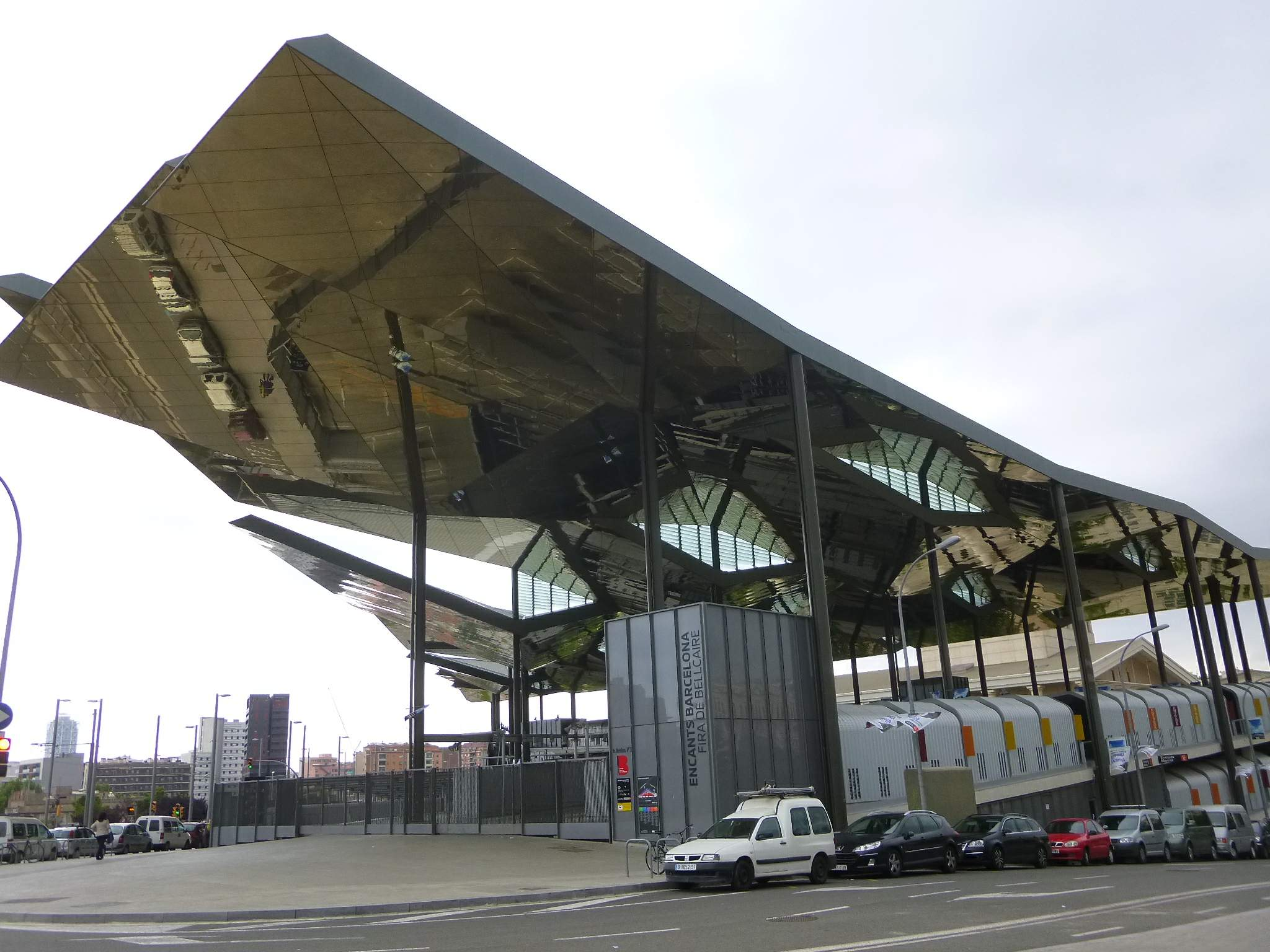
Mercat dels Encants. Nou edifici de nivells en pendent i sense tancaments laterals -obert-. Destaca la coberta de gran alçada i superfície inferior metal·litzada que fa de mirall.

La plaça es troba en procés de transformació. Així, el 2013 finalitzà la construcció de l'edifici del Disseny Hub Barcelona i es traslladaren els Encants Vells al nou edifici situat al costat mar de la plaça, dissenyat per Fermín Vázquez, a l'antiga ubicació del parc del Bosquet dels Encants, que s'havia degradat. El nou edifici del Mercat dels Encants, de planta triangular i una alta coberta ha permès continuar amb l'activitat tradicional dels Encants Vells, amb uns serveis, prestacions i accessos adients a l'actualitat.

El mateix 2013 començaren les obres de la nova plaça de les Glòries, que ha d'esdevenir un gran parc urbà de 140.000 m², en soterrar el trànsit de la Gran Via mitjançant un túnel. El govern municipal va paralitzar les obres del túnel de Glòries situat sota els túnels del metro en 2017 pels retards, discrepàncies tècniques i sobrepreu acumulat; va rescindir el contracte amb les constructores i va readjudicar les obres, trossejades en cinc fases, que foren represes el 2018, per a obrir al trànsit el primer trimestre de 2021.

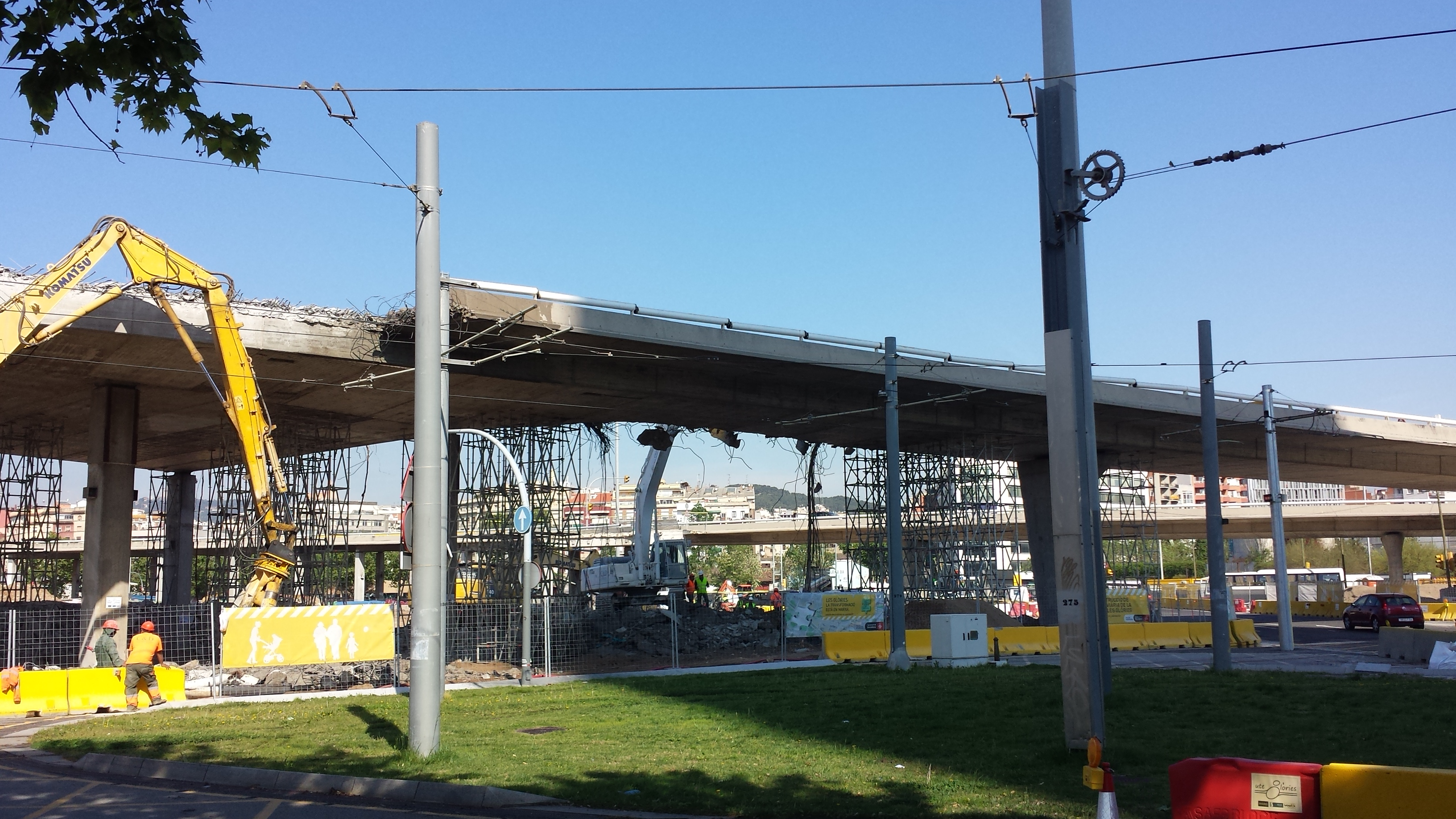
Desconstrucció de l'anella viària elevada. Abril 2014
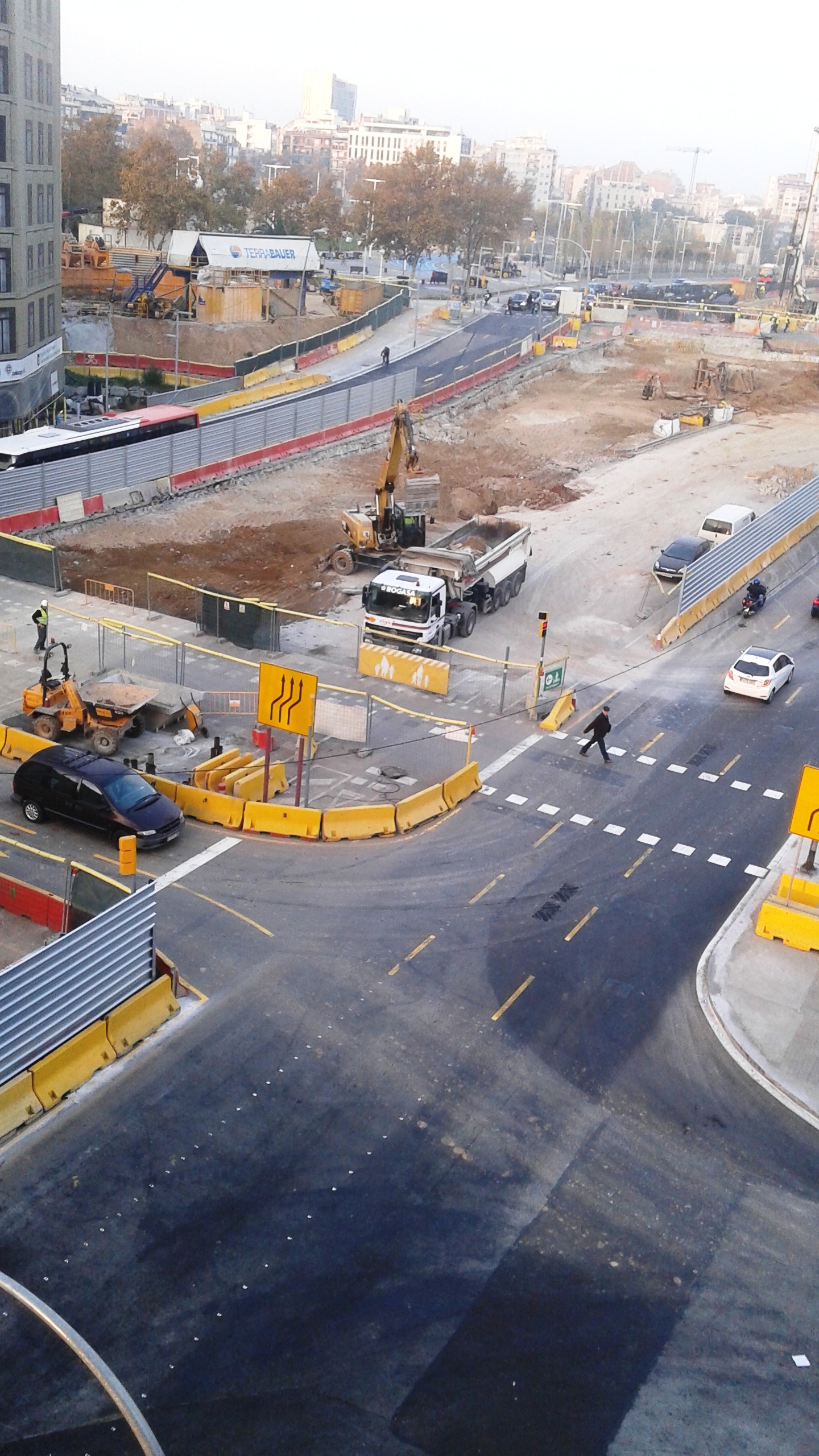
Preparatius excavació túnels. Càmera: Gran Via/Castillejos. Desembre 2015
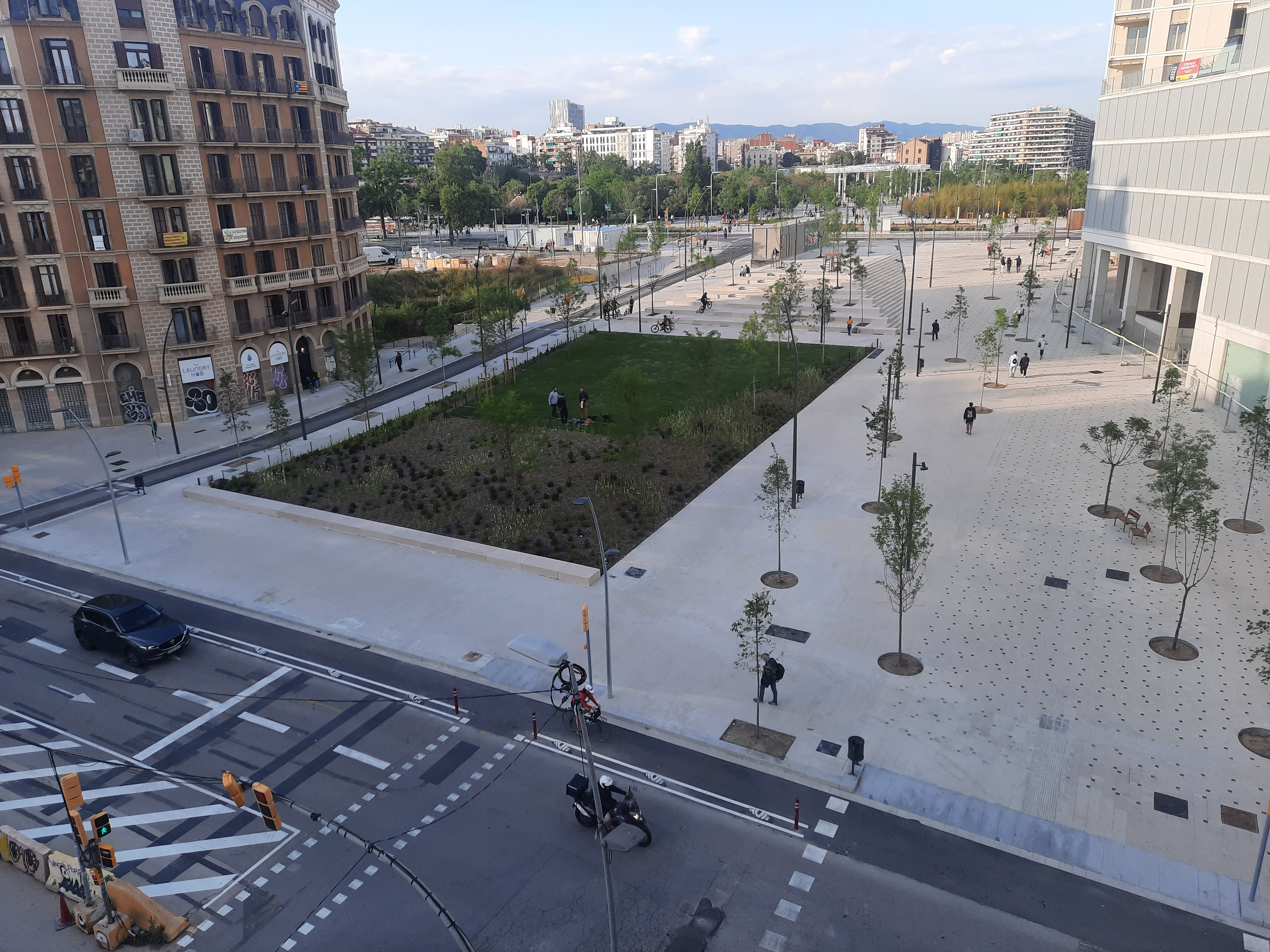
Fase d'urbanització. Gran Via / Castillejos. Maig 2025

### Concurs per a la urbanització
El calendari del concurs va ser el següent: publicació de les bases del concurs (abril 2013), lliurament de propostes (2a volta) (desembre 2013).
D'un total de 55 equips que optaven al concurs es va reduir la llista a 10 estudis que van ser els finalistes seleccionats. La tria la va fer un jurat presidit per l'arquitecte i antic alcalde de Curitiba, Jaime Lerner, i format per 12 experts de diferents disciplines i dos representants veïnals. El guanyador del concurs va ser el projecte anomenat «Canòpia Urbana». La proposta guanyadora es va fer pública el 7 de febrer de 2014. Els autors del projecte guanyador foren l'estudi d'arquitectura barceloní d'Anna Coello de Llobet i el parisenc, l'Agence Ter.

### Retards en les obres
L'empresa municipal d'infraestructures, BIMSA, comunicà l'octubre de 2016 que diverses dificultats tècniques i imprevistos farien que l'entrada en funcionament del túnel de la plaça de les Glòries es retardés fins a finals de 2018. Segons una auditoria presentada el març de 2017 l'estat de l'obra dels túnels feia pensar en un endarreriment mínim de dinou mesos respecte a la data prevista. Aquest endarreriment afegit a un sobrecost de l'obra d'un 60 %, feren que el govern d'Ada Colau es plantegés rescindir el contracte d'execució del projecte. Colau va portar la proposta de cancel·lar el contracte al consell d'administració de Bimsa, al qual es va aprovar la proposta. Aquesta decisió, va estar disputada als tribunals, que van estimar que no hi havia motiu justificat per rescindir el contracte. El cost per l'Ajuntament d'aquesta decisió presa per Ada Colau ha estat de més de 4 milions d'euros d'indemnització, juntament amb altres despeses i liquidació d'obra.
Després d'uns mesos d'espera, es va tornar a licitar la resta d'obra pendent d'acabar. El resultat d'aquesta licitació fou que l'obra novament es reprendria a final de març de 2018 amb un acabament dels túnels fixat per al primer trimestre de 2020, però es preveia la posada en funcionament de tota la infraestructura el primer trimestre de l'any 2021, un cop licitades i executades les obres complementàries d'instal·lacions i acabats. El trenta de març de 2020 l'Ajuntament va ordenar l'aturada de totes les obres de la ciutat per causa de l'emergència sanitària de la Covid-19. La de les Glòries Catalanes es va reprendre el vint-i-dos de maig de 2020. En reiniciar-se'n l'activitat constructora, solament un dels cinc lots o parts de l'obra contractades per separat havia finalitzat. Això suposava un probable endarreriment en l'acabament del túnel.

### Part central de la Plaça
Mentre la primera fase de la plaça estava en ús (Clariana, Muntanya dels tobogans, Magatzem de serveis de neteja...) s'hi anà construint la part central que uneix el Museu del Disseny amb l'esmentada primera fase. La inauguració oficial fou el 26 d'abril de 2025.